# Cassis
Cassis je městečko situované 20 km jihovýchodně od Marseille. Je to hojně navštěvovaný přístav, známý pro své skalnaté zátoky (calanques).

## Historie
První obyvatelé na území dnešní Cassis v 5. století př. n. l. byli z kmene Ligurů, který zde vybudoval první opevněné hradiště. Tito lidé se zde živili rybolovem a zemědělstvím.
Spojení s řeckou Marseille (tehdy Massilia) nasvědčuje, že poté toto místo obývali Řekové, ale neexistuje pro to zatím žádný důkaz. Za časů římské říše bylo Cassis zastávkou námořní cesty, kterou podnikl císař Antoninus Pius. Nyní už zde byla stálá vesnice, jejíž obyvatelé nacházeli své živobytí v rybolovu a námořním obchodem se Severní Afrikou a Středním Východem. To potvrdilo několik archeologických objevů.
Od 5. do 10. století vedla invaze barbarů obyvatele Cassis k hledání ochrany v opevněném táboře (castrum), které se stalo majetkem panství v Baux-de-Provence v 13. století. V 15. století bylo postoupeno hrabatům v Provence, poté dal král René městečko do rukou biskupství v Marseille, které mu vládlo až do Velké francouzské revoluce.
V 18. století se počalo Cassis rozšiřovat i za hradby svého opevněného přístavu. Po Bourbonské restauraci se zde začali vyvíjet různá průmyslová odvětví jako oděvnictví, výroba olivového oleje, vinařství a těžba místního vápence a výroba cementu. Těžba tzv. Stone of Cassis je věhlasná již od starověku. Zdivo nábřeží mnoha středomořských přístavů je původem z Cassis, pro pestrost můžeme zmínit několik příkladů - Marseille, Pireus, Alžír, Alexandrie. Ze zdejšího kamene je vyroben i podstavec Sochy Svobody v New Yorku. Tato odvětví začala na počátku 20. století mizet. Z toho vznikající volná pracovní síla posílila vinařskou výrobu (Cassis byla jednou z první vinařských oblastí, které začali profitovat z appellation d'origine contrôlée (uznávaná kontrola původu vína založená roku 1936). Zdejší vína jsou bílá, ale i růžová.
Žil zde malíř Rudolf Kundera, který v Cassis 9. ledna 2005 zemřel.

## Vývoj počtu obyvatel
Abitanti censiti